# Betsy Smeets

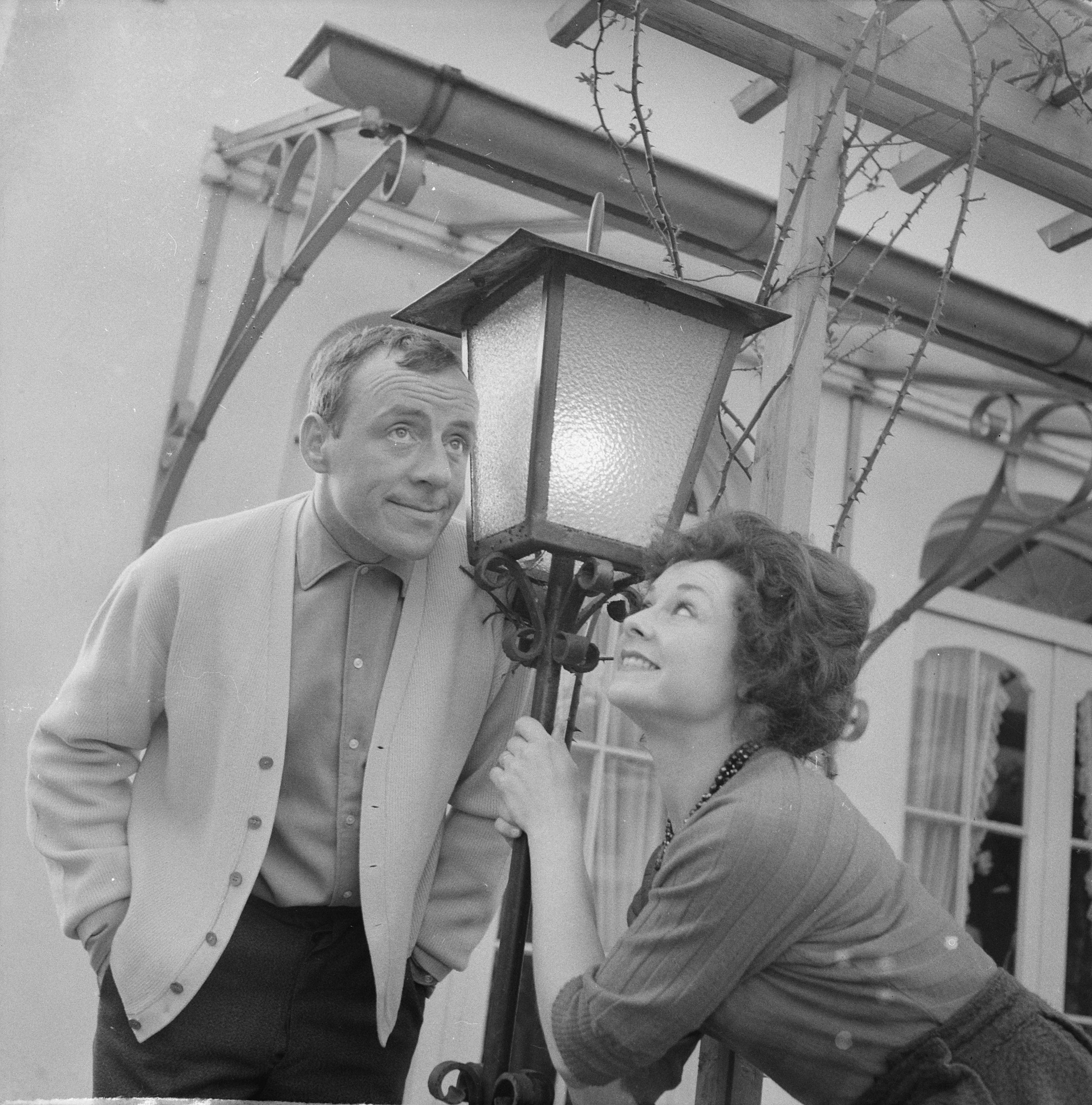
Betsy Smeets en Johnny Kraaijkamp sr. (1961)

Betsy Smeets (Heerlen, 11 juli 1929) is een Nederlandse voormalig actrice en cabaretière.
In mei 1955 behaalde ze haar diploma aan de toneelacademie in Maastricht. 
In 1956 trouwde ze met beeldhouwer René Nijssen, met wie ze in 1964 een dochter kreeg.
In 1958 trad ze op met het duo Johnny & Rijk. Daarna speelde ze mee in verschillende televisieseries, waaronder Kunt u mij de weg naar Hamelen vertellen, mijnheer? en Q & Q.
In 1982/1983 speelde ze in het blijspel Vrolijk Pasen.